# Keuzestress
Keuzestress is een vorm van stress die veroorzaakt wordt doordat iemand overspoeld wordt met informatie die overwogen moet worden om een 'goede' keuze te kunnen maken (Schwartz, 2004). Niet alleen de complexiteit van de keuze speelt mee, ook het enorm toegenomen aantal keuzes in de laat moderne samenleving is een belangrijke oorzaak van keuzestress. Daarnaast hebben vele vaste denkkaders, tradities en voorgeschreven leefregels van weleer hun invloed deels verloren, en ordenen in veel mindere mate onze dagelijkse keuzes (Beck, 1992).

## Moderne oplossing
Toch blijkt uit onderzoek (S. van Doorn, W. de Koster, A.J. Verheul 2007

), dat de traditionele 'formele' leidraden voor het maken van keuzes, vervangen zijn door twee verschillende informele mechanismen, namelijk actieve inwinning van informatie en het vertrouwen op de leefstijl. Zo worden keuzes die vrij onbelangrijk worden geacht voor het vormen van de persoonlijke identiteit, zoals bijvoorbeeld de keuze voor een energieleverancier, gemaakt door het sociale netwerk in te schakelen. Men informeert naar de keuze van anderen die eenzelfde keuze eerder hebben genomen en volgt vervolgens de goede raad op. Zo wordt de keuze vereenvoudigd en blijft het keuzespectrum van een acceptabele grootte.
Wanneer het echter keuzes betreft waarbij de vorming van de eigen identiteit in het geding komt, zien we dat individuen juist graag een originele keuze willen maken. Hierbij is het dus niet toegestaan botweg de keuzes van anderen te imiteren: de keuze moet een onderscheidend element hebben. Deze keuzes worden dan ook vanuit eigen gevoel en overeenkomstig de 'persoonlijke' leefstijl gemaakt, wat evenzeer het keuzespectrum aanzienlijk inperkt. Zo zien we dat de keuze voor bijvoorbeeld kleding geen keuzestress oplevert door de sterke 'persoonlijke' voorkeur die individuen lijken te hebben op dit gebied.
Hoewel men denkt op eigen wijze tot een originele keuze te zijn gekomen, zien we paradoxaal genoeg een zeer sterk verband tussen bepaalde leefstijlgroeperingen en de gemaakte keuzes. Daarom weerspiegelen beide mechanismen in hoge mate het verlangen tot sociaal wenselijk gedrag. Zogenaamde 'individuele' keuzes blijken in hoge mate sociaal ingebed te zijn.